# Độ cứng
Độ cứng có thể chỉ mức độ chịu đựng của vật liệu rắn đối với lực tác dụng vào. Trên thực tế, đặc điểm này được quyết định bởi vi cấu trúc của chất liệu. Lưu ý khái niệm này khác với khái niệm độ cứng của vật đàn hồi như lò xo, cao su.